# WRC 7
WRC 7, также известная как WRC 7 FIA World Rally Championship, — гоночная компьютерная игра, основанная на сезоне чемпионата мира по ралли 2017 года. Игра была разработана французской студией Kylotonn и издана 15 сентября 2017 года компанией Bigben Interactive на платформах Microsoft Windows, PlayStation 4 и Xbox One. По игре проводились киберспортивные соревновании по лицензии FIA.

## Критика
| Сводный рейтинг | Сводный рейтинг |
| Агрегатор       | Оценка          |
| --------------- | --------------- |
| GameRankings    | 74,30 %         |

Игра получила смешанные отзывы критиков, средний балл игры на Metacritic составляет 70 из 100 на всех трёх платформах.
Джеймс Суинбэнкс в рецензии для GameSpot оценил игру в 7/10, заключив: «несмотря на незначительные недостатки и неразвитость по сравнению с другими играми, в WRC 7 играется по-прежнему весело, хотя и очень сложно. Не самая приятная игра для новичков, но и опытным гонщикам некоторые этапы покажутся трудными».
Игра получила награду «Лучшая спортивная игра» на Ping Awards 2017 года.